# 岡山県立津山中学校・高等学校
岡山県立津山中学校・高等学校（おかやまけんりつ つやまちゅうがっこう・こうとうがっこう）は、岡山県津山市椿高下に所在し、中高一貫教育を提供する公立中学校・高等学校。略称は「津高（つこう）」。

## 概要
- 長く修学旅行を行わない高校だったが、100周年を記念して1995年に復活した。
- 旧制津山中学校時代には「白帯津中」の名で柔道部が全国優勝7回（1923年（大正12年） - 1936年（昭和11年））を数えたことでも知られる。

## 設置学科
全日制の課程
- 普通科
- 理数科

## 沿革

### 前史
- 1872年（明治5年）9月 - 北条県により成器中学校開校、1年弱で廃校[2]。
- 1878年（明治11年）2月 - 県立の津山変則中学開校、津山中学校と改称後、明治13年、廃校[2]。
- 1881年（明治14年）8月 - 六郡共立中学設置、明治15年廃校[2]。
- 1892年（明治25年）10月 - 私立津山普通学校開校。教師でもあった現津山市出身で、正岡子規が『筆まかせ』で「親友」と呼んだ大谷藤治郎（号は是空）が津山尋常中学校設立に奔走したとされる[2]。

### 旧制中学校
- 1895年（明治28年）3月 - 岡山県津山尋常中学校設置認可。

9月20日開校、初代校長は子規が「厳友」と呼んだ菊池謙二郎（号は仙湖）で、是空がその招聘に大きく関与したとされる。
- 1899年（明治32年）4月 - 岡山県津山中学校と改称。
- 1947年（昭和22年）12月11日 - 昭和天皇が行幸（昭和天皇の戦後巡幸）[3]。校庭で市民による奉迎が行われた[4]。
- 1948年（昭和23年）4月 - 学制改革により岡山県立津山高等学校となる。

### 高等女学校
- 1902年（明治35年）5月 - 岡山県津山高等女学校設置認可。
- 1948年（昭和23年）4月 - 学制改革により岡山県立津山女子高等学校となる。

### 新制高等学校
- 1949年（昭和24年）8月 - 岡山県立津山高等学校及び岡山県立津山女子高等学校が統合し岡山県立成美高等学校となる。男女共学。
- 1953年（昭和28年）4月 - 岡山県立津山高等学校と改称。[5]
- 1995年（平成7年）
  - 4月 - 理数科を設置。
  - 9月 - 創立100周年記念式典挙行。
- 2012年（平成24年）4月 - スーパーサイエンスハイスクール (SSH) に指定。
- 2015年（平成27年）4月 - 併設校として岡山県立津山中学校が開校[6]。

## 中高一貫校の開校
2013年12月24日、岡山県教育委員会は、2015年度から津山高校を中高一貫校とすることを発表した（岡山県北では初、岡山県内では4校目の中高一貫校開校となる）。新設中学校は全県学区とし、中学の校舎は同高の施設を活用する。また、中学校入学時には入学者選抜を行うが、高校に内部進学する際の入試は免除される。

## 校訓
- 畏天敬人（いてんけいじん）
1933年（昭和8年）に寄贈され旧本館に掲示されている「畏天場」という扁額（天保12年に篠崎小竹が揮毫、津山藩士の井汲唯一が自宅の剣術道場に掛けていた）に由来し、1995年に創立100周年を記念して制定された。

## 学園祭
- 十六夜祭（いざよいさい）
校地内に所在する十六夜山（十六夜山古墳）に由来する。

## 著名な出身者（旧制を含む）

### 政治家・軍人
- 井元乾一郎（元岡山県議会議長、元鏡野町長）
- 内田一臣（元海軍少佐、第8代海上幕僚長）
- 苅田アサノ（衆議院議員）
- 小枝英勲（元岡山県議会議長、元中央町長）
- 谷口圭三（津山市長）
- 土居章平（内務官僚・元新潟県知事）
- 花谷正（陸軍軍人、柳条溝事件）
- 半田善三（元衆議院議員）
- 日笠勝之（元郵政大臣）
- 小福田晧文（元航空自衛隊中将）
- 太田昇（真庭市長）

### 学者

#### 学長・名誉教授
- 川上憲人（精神科医・東京大学名誉教授・元東京大学副医学部長・元日本産業衛生学会理事長）
- 川村多実二（淡水生物学者・元滋賀県立短期大学学長・元京都市立美術大学学長）
- 福田邦三（元東京大学教授・生理学者、山梨大学学長）
- 光嶋勲（形成外科医・東京大学名誉教授・元東京大学医学部附属病院副院長）
- 宮家準（慶應義塾大学名誉教授・元國學院大學教授）
- 矢野峰人（元台北帝国大学教授・元東京都立大学学長・元東洋大学学長・英文学者・作家・上田敏門下）

#### 教授・研究者
- 出隆（元東京帝国大学教授・哲学者）
- 稲葉右二（日本大学生物資源科学部獣医学科教授、科学技術庁長官賞、日本農学賞受賞、稲葉なおとの父、稲葉浩志の伯父）
- 遠藤仁郎（内科医、大阪女子高等医学専門学校教授、倉敷中央病院院長、青汁健康法の提唱者
- 春日政治（国文学者・九州帝国大学教授・元津山高等女学校教諭）

- 可児藤吉（世界的生態学者。京都帝国大学で研究中、徴兵にてサイパンにて戦死。生態学に多大な貢献）
- 川村清一（菌類学者）
- 黒田正利（元京都帝国大学教授・イタリア文学）
- 佐々木達治郎（陸軍少将、元東京帝国大学教授・元統計数理研究所所長）
- 広瀬哲士（仏文学者、元慶應義塾大学教授、『三田文学』創刊者の1人、旧制津山中学一期生）
- 本位田祥男（元東京帝国大学教授・経済学者）
- 松野弘（千葉大学大学院教授、博士（人間科学）、環境社会学者・CSR研究者・コミュニティ研究者）
- 薬師寺克行（元朝日新聞政治部長・東洋大学教授）
- 山本博文（東京大学史料編纂所教授）
- 山谷省吾（元第三高等学校教授、元東北学院大学教授、元東京神学大学教授）

### 実業家・銀行家
- 岩本敏（元『サライ』、『BE-PAL』、編集長・小学館社長室顧問。株式会社ネット・アドバンス取締役執行役員）
- 島田茂（台湾銀行頭取）
- 小林充佳（西日本電信電話（NTT西日本）前社長）
- 竹内俊一（元三菱石油（現：ENEOS）社長・会長/元石油連盟会長）
- 早嶋喜一（旭屋書店創業者、元産業経済新聞社社長）
- 美土路昌一（元朝日新聞社社長・全日本空輸初代社長・創業者）

### 芸能・文化人
- 伊賀良一（元歌舞伎座支配人、元京都市助役）
- 稲葉浩志（ミュージシャン・B'z、ボーカル担当）
- 太田薫（総評議長）
- 大塚芳忠 （声優）
- 岡本啓（福岡のローカルタレント）
- 押阪忍（テレビキャスター）
- 神楽坂恵（女優）
- 片岡鉄兵（作家・プロレタリア作家）
- 亀井三恵子（漫画家）
- 工藤雪枝（ジャーナリスト）
- 胡桃ちの（漫画家）
- 西東三鬼（俳人）
- 桜川真由美（歌手、モデル、タレント）
- 桜乃彩音（女優、元宝塚歌劇団花組トップ娘役）
- 武岡鶴代（大正-昭和初期のソプラノ歌手・国立音楽大学の前身である東京高等音楽学院の創立者の5人のうちの1人）
- 額田六福（劇作家）
- 棟田博（作家）
- 森本美由紀(イラストレーター）

### スポーツ
- 河原主尚（元プロ野球選手、大阪タイガース）
- 高橋淳美（モーターボート連合会競艇選手）
- 照尾暢浩（空手家・国際護身道場SDトルネード代表）
- 児玉裕輔（プロレスラー）

### 法曹
- 小林元治（弁護士・日本弁護士連合会会長）
- 頃安健司（大阪高等検察庁長）
- 貝阿彌誠（弁護士・元東京地方・家庭裁判所長）

### 官僚
- 林省吾（第5代総務省事務次官）

## 旧教職員（旧制を含む）
- 奥太一郎、菊池謙二郎の下、旧制津山尋常中学校の教頭兼舎監、後、菊池が夏目漱石に推薦し、第五高等学校教授となる。
- 菊池謙二郎、旧制津山尋常中学校初代校長、後に第二高等学校校長等、漱石の友人、衆議院議員、水戸学者
- 田岡嶺雲、旧制津山尋常中学校教諭、明治時代の評論家、中国文学者、菊池が招聘したとされる[2]。

## アクセス
- 津山駅（徒歩20分）

## 校地周辺
- 旧本館
1900年（明治33年）落成。平成７年12月26日に国指定重要文化財。
県内に現存する最も古い学校建築の一つであり、県内旧制中学校本館の建築で明治期の現存は県内唯一。当時、兄弟校と呼ばれた高梁中学と同じ建築物であった。建築は高梁中の方が早かったが、高梁中の建物は昭和の改修時に取り壊されたため、津山中にのみ現存。当時の学校建築の趣をよく残すことから、NHKの連続テレビ小説「あぐり」で、第一岡山高等女学校のシーンの撮影に使用された。NHKの連続テレビ小説「カーネーション」では、小原糸子が通う泉州高等女学校のシーンの撮影に使用された。1903年（明治36年）に皇太子（のちの大正天皇）の津山行啓があった際には、同館2階右翼を貴賓室とし、休息された（『津山高校百年史』より）。昭和天皇も津山に行幸（2度）の折、立ち寄ったことでも知られる。
- 十六夜山古墳
校地内に現存する。
十六夜山古墳は5世紀後半から6世紀後半における美作地方最大の前方後円墳（全長60m、現在は後円部の一部のみ現存）で二重の周濠をもった（『津山高校百年史』）ことが1993年から1994年の2回にわたる岡山県古代吉備文化財センターの調査によって明らかとなった。